# 玛曲薹草
玛曲薹草（学名：Carex maquensis）是莎草科薹草属的植物，为中国的特有植物。分布于中国大陆的甘肃等地，生长于海拔3,500米的地区，多生在高山沼泽，目前尚未由人工引种栽培。